# Métallisation des voitures de chemin de fer
 (octobre 2023).
Si vous disposez d'ouvrages ou d'articles de référence ou si vous connaissez des sites web de qualité traitant du thème abordé ici, merci de compléter l'article en donnant les références utiles à sa vérifiabilité et en les liant à la section « Notes et références ».
La métallisation est une opération qui consiste à remplacer la caisse en bois ou semi-métallique d'une voiture de chemin de fer par une caisse entièrement métallique en conservant son diagramme d'utilisation.
Le châssis conservé doit être de construction entièrement métallique. Les organes de roulement (bogies ou essieux) sont conservés en l'état.
Les aménagements intérieurs peuvent être conservés ou remplacés.

## Avantages de l'opération
L'intérêt de l'opération est double :
- renforcer la structure du véhicule qui se déforme au lieu d'éclater en cas d'accident ;
- obtenir un parc de matériel plus robuste à moindre coût qu'une construction neuve[1].

## Modernisation
La modernisation d'une voiture consiste à remplacer la caisse en bois d'origine par des éléments métalliques, la toiture d'origine en bois pouvant être conservée.
Contrairement à une simple métallisation, la modernisation modifie le diagramme d'utilisation du véhicule, comme l'accès voyageurs et l'aménagement intérieur, afin d'en améliorer ou changer l'utilisation.

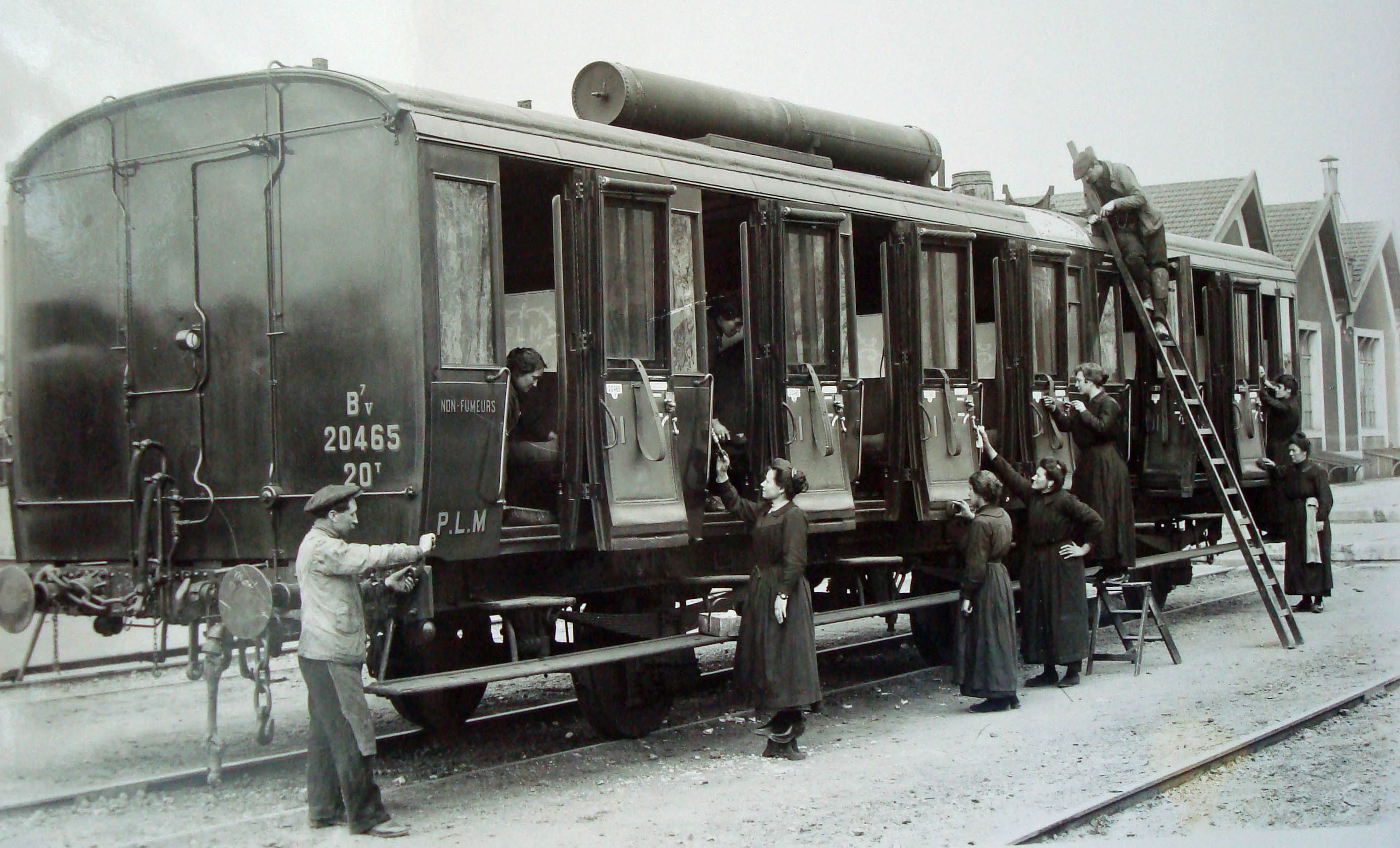
Voiture PLM « 3 pattes » avant modernisation.
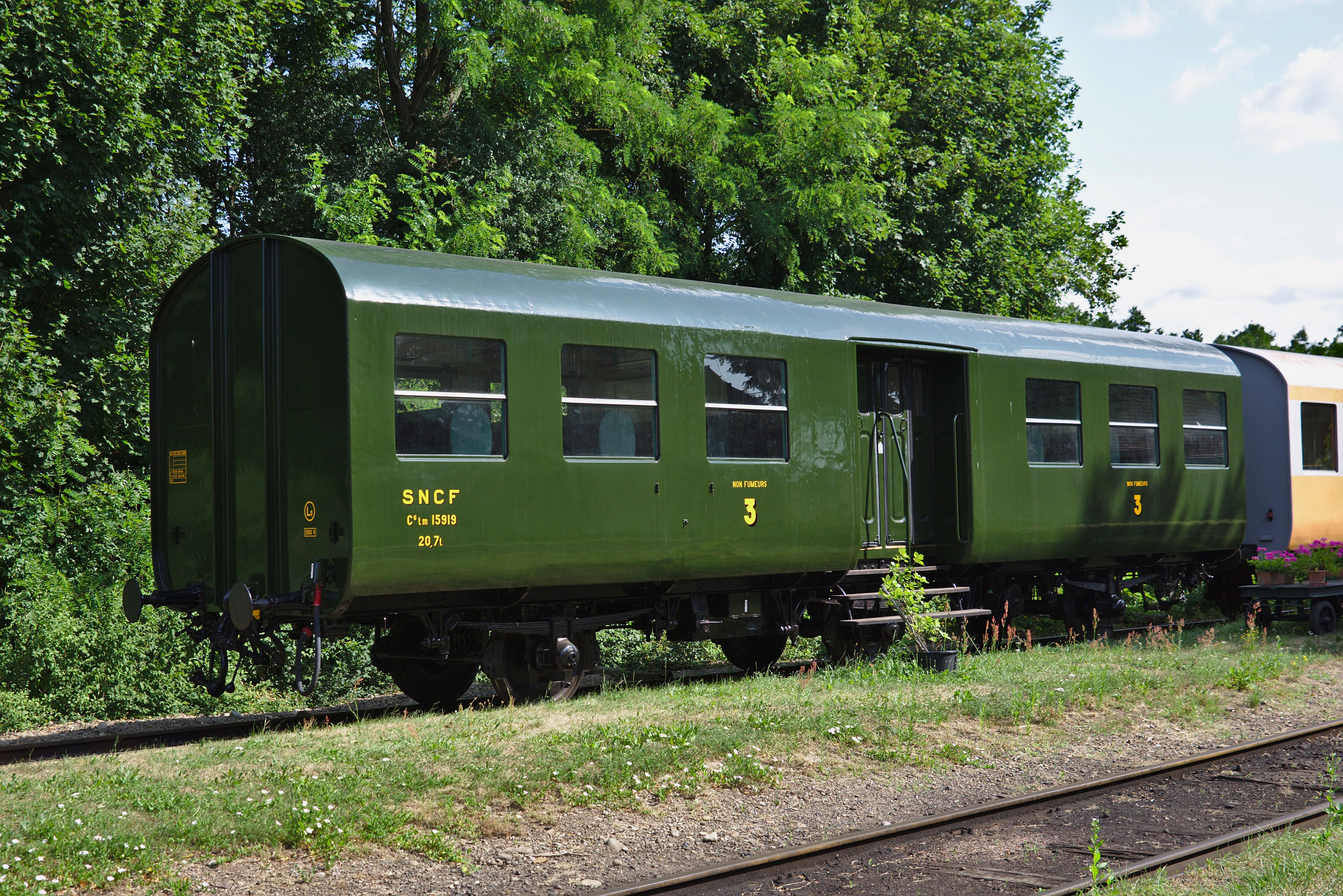
Voiture « 3 pattes » modernisée.

## Historique
Les métallisations et modernisations ont été intéressantes du milieu des années 1920 au milieu des années 1950, car elles concernaient du matériel de fabrication récente. Elles ne l'étaient plus dès la fin des années 1950, le matériel à transformer étant alors trop ancien et déjà financièrement amorti. Dans certains cas on peut plutôt parler de reconstruction.
Ces procédés utilisés à grande échelle en France ont aussi été appliqués en Allemagne après 1945.